# Film in 2004
Dit artikel gaat over de film in het jaar 2004. Bekende films uit 2004 zijn het vervolg op Shrek, het derde Harry Potter-deel, de animatiefilm The Incredibles en Spider-Man 2.

## Gebeurtenissen
- 25 januari – De Golden Globes worden uitgereikt.
- 27 januari – De Oscar-nominaties worden bekendgemaakt.
- 15 februari – De BAFTA Awards worden uitgereikt.
- 22 februari – De Screen Actors Guild Awards worden uitgereikt.
- 23 februari – The Lord of the Rings: The Return of the King wordt de tweede film ooit die wereldwijd meer dan één miljard dollar opbrengt.
- 28 februari – De Golden Raspberry Awards worden uitgereikt. Dit zijn prijzen voor de slechtste films. De film Gigli met Jennifer Lopez en Ben Affleck wordt meerdere keren genomineerd.
- 29 februari – De Oscars worden uitgereikt. The Lord of the Rings: The Return of the King is de grote winnaar met elf prijzen.
- 22 mei – Fahrenheit 9/11 wint de Palme d'Or op het Filmfestival van Cannes.
- 27 juni – Fahrenheit 9/11 breekt een record door 23,9 miljoen dollar op te brengen tijdens het openingsweekend in de VS.
- 13 december – De nominaties voor de Golden Globe Awards-uitreiking in 2005 worden bekendgemaakt.
- 21 december – De nominaties voor de Academy Award for Visual Effects worden bekendgemaakt.
- 28 december – Er wordt bekendgemaakt dat 267 films de Academy Award voor Beste Film kunnen winnen.

## Succesvolste films
De tien films uit 2004 die het meest opbrachten.
| Plaats | Titel                                    | Distributeur         | Opbrengst    | Opbrengst    | Opbrengst           | Opbrengst   |
| Plaats | Titel                                    | Distributeur         | Wereldwijd   | VS/Canada    | Verenigd Koninkrijk | Australië   |
| ------ | ---------------------------------------- | -------------------- | ------------ | ------------ | ------------------- | ----------- |
| 1.     | Shrek 2                                  | DreamWorks           | $920.665.658 | $441.226.247 | £48.100.000         | $50.121.453 |
| 2.     | Harry Potter and the Prisoner of Azkaban | Warner Bros.         | $796.688.549 | $249.541.069 | £46.080.000         | $33.030.534 |
| 3.     | Spider-Man 2                             | Columbia Pictures    | $783.766.341 | $373.585.825 | £26.720.000         | $24.263.992 |
| 4.     | The Incredibles                          | Walt Disney Pictures | $631.436.092 | $261.441.092 | £32.270.000         | $26.582.338 |
| 5.     | The Passion of the Christ                | Newmarket Films      | $611.899.420 | $370.782.930 | £11.080.000         | $15.183.802 |
| 6.     | The Day After Tomorrow                   | 20th Century Fox     | $544.272.402 | $186.740.799 | £25.210.000         | $20.138.137 |
| 7.     | Meet the Fockers                         | Universal Pictures   | $516.642.939 | $279.261.160 | £28.549.465         | $34.806.130 |
| 8.     | Troy                                     | Warner Bros.         | $497.409.852 | $133.378.256 | £18.001.854         | $23.447.161 |
| 9.     | Shark Tale                               | DreamWorks           | $367.275.019 | $160.861.908 | £22.820.000         | $15.180.246 |
| 10.    | Ocean's Twelve                           | Warner Bros.         | $362.744.280 | $125.544.280 | £12.030.148         | $15.584.836 |

## Bestbezochte films in Nederland
- 1 Harry Potter en de Gevangene van Azkaban: 1,2 miljoen bezoekers
- 2 The Lord of the Rings: The Return of the King: 1 miljoen bezoekers
- 3 Shrek 2: 980.000 bezoekers
- 4 Troy: 700.000 bezoekers
- 5 The Day After Tomorrow: 655.000 bezoekers
- 6 Bridget Jones: The Edge of Reason: 620.000 bezoekers
- 7 Shark Tale: 610.000 bezoekers
- 8 Brother Bear: 520.000 bezoekers
- 9 The Last Samurai: 480.000 bezoekers
- 10 Finding Nemo (ging in 2003 al in première)

## Prijzen
77ste Academy Awards:
Beste Film: Million Dollar Baby
Beste Regisseur: Clint Eastwood – Million Dollar Baby
Beste Mannelijke Bijrol: Jamie Foxx – Ray
Beste Vrouwelijke Hoofdrol: Hilary Swank – Million Dollar Baby
Beste Mannelijke Bijrol: Morgan Freeman – Million Dollar Baby
Beste Vrouwelijke Bijrol: Cate Blanchett – The Aviator
Beste Niet-Engelstalige Film: Mar adentro (The Sea Inside), geregisseerd door Alejandro Amenábar, Spanje
Beste Animatiefilm: The Incredibles, geregisseerd door Brad Bird, Verenigde Staten
62e Golden Globe Awards:
Drama:
Beste Film: The Aviator
Beste Acteur: Leonardo DiCaprio – The Aviator
Beste Actrice: Hilary Swank – Million Dollar Baby
Musical of Komedie:
Beste Film: Sideways
Beste Acteur: Jamie Foxx – Ray
Beste Actrice: Annette Bening – Being Julia
Overige
Beste Regisseur: Clint Eastwood – Million Dollar Baby
Beste Buitenlandse Film: Mar adentro (The Sea Inside), Spanje / Frankrijk / Italië
58e BAFTA Awards:
Beste Film: The Aviator
Beste Acteur: Jamie Foxx – Ray
Beste Actrice: Imelda Staunton – Vera Drake
Palme d'Or (Filmfestival van Cannes):
Fahrenheit 9/11, geregisseerd door Michael Moore, Verenigde Staten
Gouden Leeuw (Filmfestival van Venetië):
Vera Drake, geregisseerd door Mike Leigh, Groot-Brittannië / Frankrijk / Nieuw-Zeeland
Gouden Beer (Filmfestival van Berlijn):
Gegen die Wand (Head-On), geregisseerd door Fatih Akın, Duitsland / Turkije

## Lijst van films
0-9
- 13 Going on 30
- 25 degrés en hiver (aka 25 Degrees in Winter)
- 2046
- 36 Quai des Orfèvres (aka Department 36)
- 5x2 (ook Cinq fois deux genoemd)
- 50 First Dates

A
- El abrazo partido
- After the Sunset
- Against the Ropes
- Agata e la tempesta
- Agent Cody Banks 2: Destination London
- The Alamo
- Alexander
- Alfie
- Alien vs. Predator
- Along Came Polly
- America's Heart and Soul
- Anacondas: The Hunt for the Blood Orchid
- Anchorman: The Legend of Ron Burgundy
- Appurushîdo (Engels: Appleseed)
- Around the Bend
- Around the World in 80 Days
- Art of the Devil (Thais: Khon len khong)
- As It Is in Heaven (Zweeds: Så som i himmelen)
- The Assassination of Richard Nixon
- Ässhäk, Tales from the Sahara
- The Aviator

B
- Banlieue 13
- Barbershop 2: Back in Business
- Before Sunset
- Before the Fall (Duits: NaPoLa: Elite für den Führer)
- Behind the Smile
- Being Julia
- Benji: Off the Leash!
- The Best Thief in the World
- Beyond the Sea
- The Big Bounce
- Bin-jip
- Birth
- Black Cloud
- Blade: Trinity
- Blessed
- The Blue Butterfly
- Blueberry
- Die Blindgänger
- Bobby Jones: Stroke of Genius
- Bombón: El Perro
- Born into Brothels: Calcutta's Red Light Kids
- The Bourne Supremacy
- Boy Called Twist
- Breakin' All the Rules
- Bride & Prejudice
- The Bridge of San Luis Rey
- Bridget Jones: The Edge of Reason
- Bright Young Things
- Brødre
- The Brooke Ellison Story
- Brother to Brother
- Bumfights 3: The Felony Footage
- The Butterfly Effect

C
- Calvaire
- Camera ascunsă
- Il cartaio
- Catch That Kid
- Category 6: Day of Destruction
- Catwoman
- Cavedweller
- Ce qu'il reste de nous
- Cellular
- Chasing Liberty
- Chestnut: Hero of Central Park
- Childstar
- Les Choristes
- Christmas with the Kranks
- The Chronicles of Riddick
- A Cinderella Story
- Le Clan
- The Clearing
- Clementine
- Clifford's Really Big Movie
- Closer
- Cloud Cuckoo Land
- Club Dread
- Code 46
- Collateral
- Comme une image
- Communication Breakdown
- Confessions of a Teenage Drama Queen
- Confituur
- Connie and Carla
- Le conseguenze dell'amore
- Control Room
- The Cookout
- Cosas que hacen que la vida valga la pena
- Crash
- Creep
- Criminal
- Crónicas
- Cube Zero
- Czech Dream

D
- D.E.B.S.
- Dame la Mano
- Danny Deckchair
- Dawn of the Dead
- The Day After Tomorrow
- A Day Without a Mexican
- Dead & Breakfast
- Dead Birds
- Debating Robert Lee
- Decoys
- Delamu (ook Cha ma gu dao xi lie genoemd)
- De-Lovely
- Dhoom
- Diarios de motocicleta
- Dig!
- Dirty Dancing: Havana Nights
- A Dirty Shame
- DodgeBall: A True Underdog Story
- The Door in the Floor
- Drum
- De duistere diamant (Suske en Wiske)
- DysEnchanted

E
- The Edukators (Duits: Die fetten Jahre sind vorbei)
- Ella Enchanted
- Elvis Has Left the Building
- The Eliminator
- Employee of the Month
- Enduring Love
- Envy
- Eros
- Eternal Sunshine of the Spotless Mind
- Eulogy
- EuroTrip
- Exils
- Exorcist: The Beginning

F
- Fade to Black
- Fahrenheit 9/11
- Fat Albert
- La Femme Musketeer
- The Final Cut
- Finding Neverland
- First Daughter
- Flatlife
- Flight of the Phoenix
- Ae Fond Kiss...
- The Football Factory
- Forbidden Forest
- The Forgotten
- Forever My Love
- Formula 17
- Four Flicks
- Fracture
- Friday Night Lights
- A Friend of the Family
- Fuse
- Fyra nyanser av brunt

G
- Gamebox 1.0
- Garden State
- Garfield
- Gegen die Wand
- George and the Dragon
- Ghost in the Shell 2: Innocence
- Ginger Snaps 2: Unleashed
- The Girl Next Door
- Girl Play
- Godsend
- Godzilla: Final Wars
- Going the Distance
- Going to the Mat
- The Golden Blaze
- The Good Girl
- Goodboy
- Gracie's Choice
- Grande École
- The Grudge

H
- Hair Show
- Halloweentown High
- Harold & Kumar Go to White Castle
- Harry Potter en de Gevangene van Azkaban (Engels: Harry Potter and the Prisoner of Azkaban)
- Head in the Clouds
- Héctor
- Heights
- Heimat
- HellBent
- Hellboy
- Helter Skelter
- Her Summer
- Hidalgo
- The Hitch Hiker
- The Hollow
- A Home at the End of the World
- Hotel Rwanda
- House of D
- House of Flying Daggers
- Howl's Moving Castle
- Hum Tum
- The Hunting of the President

I
- I Heart Huckabees
- I, Robot
- Identity Theft: The Michelle Brown Story
- If Only
- I'll Sleep When I'm Dead
- Imaginary Heroes
- In Good Company
- In the Shadow of the Cobra
- The Incredibles
- The Ister

J
- Jailbait
- Jandek on Corwood
- Jasmine Women
- Je suis un assassin
- Jersey Girl
- Jimmy Neutron: You Bet Your Life Form
- The Jimmy Timmy Power Hour
- Johnson Family Vacation

K
- K3 en het magische medaillon
- Kagen no Tsuki
- Keane
- The Ketchup Effect
- Kekexili: Mountain Patrol
- Kill Bill: Vol. 2
- King Arthur
- Kinsey
- Kleinruppin forever
- Knots
- Kung Fu Hustle
- De kus

L
- Ladder 49
- Ladies in Lavender
- The Ladykillers
- Lakshya
- The Land Has Eyes
- Land of Plenty
- The Last Road Trip
- The Last Samurai
- The Last Shot
- Laws of Attraction
- Layer Cake
- Lemony Snicket's A Series of Unfortunate Events
- The Librarian: Quest for the Spear
- The Life and Death of Peter Sellers
- The Life Aquatic with Steve Zissou
- Life is a Miracle
- Lila dit ça
- The Lion King III
- Little Black Book
- LolliLove
- Un long dimanche de fiançailles
- The Lost Tape: Andy's Terrifying Last Days Revealed
- A Love Song for Bobby Long
- Luther

M
- The Machinist
- Machuca
- Mah Nakorn (Engels: Citizen Dog)
- Main Hoon Na
- La mala educación
- Man on Fire
- The Manchurian Candidate
- Männer wie wir
- Mar adentro
- Maria Full of Grace (Spaans: María, llena eres de gracia)
- Masjävlar
- Mean Creek
- Mean Girls
- Meet the Fockers
- Melinda and Melinda
- The Merchant of Venice
- Million Dollar Baby
- Millions
- Mindbenders
- Mindhunters
- Miracle
- Miracle Run
- The Misbehavers
- Modigliani
- Mojados: Through the Night
- Mondovino
- Mr. 3000
- Mujhse Shaadi Karogi
- Mulan II
- My Baby's Daddy
- Mysterious Skin
- The Mystery of Natalie Wood

N
- Die Nacht singt ihre Lieder
- Napoleon Dynamite
- NASCAR 3D: The IMAX Experience
- National Treasure
- Never Die Alone
- New Police Story
- New York Minute
- Night Watch
- Nobody Knows
- Noddy Saves Christmas
- Noel
- Non ti muovere
- The Notebook
- Nouvelle France
- November

O
- Ocean's Twelve
- Omagh
- One Perfect Day
- Out of Reach

P
- P.S.
- Palindromes
- Paniek op de Prairie (Engels: Home on the Range)
- Panorama Ephemera
- Paparazzi
- The Passion of the Christ
- De Pelikaanman (Fins: Pelikaanimies)
- People I Know
- The Perfect Score
- The Phantom of the Opera
- Pixel Perfect
- Plop en Kwispel
- Podium
- Poids léger
- The Polar Express
- Premonition
- Primer
- The Prince and Me
- The Princess Diaries 2: Royal Engagement
- Prostitution bag sløret
- Proud
- The Punisher

Q
- Quand la mer monte (aka When the Sea Rises)

R
- Raise Your Voice
- Raising Helen
- Ray
- Redemption
- Die Reise ins Glück
- Resident Evil: Apocalypse
- Riding Giants
- Riding the Bullet
- Ring of the Nibelungs
- RRRrrrr!!!

S
- Sacred Planet
- Salem's Lot
- Samantha: An American Girl Holiday
- Saved!
- Saw
- Scooby-Doo 2: Monsters Unleashed
- Scooby-Doo and the Loch Ness Monster
- Searching for David's Heart
- The Secret Service
- Secret Window
- Seed of Chucky
- Shall We Dance?
- Shark Tale
- Shaun of the Dead
- She Hate Me
- She's Too Young
- Shrek 2
- Sideways
- Le Silence de la mer
- Silver City
- Six: The Mark Unleashed
- Skeleton Man
- Sky Captain and the World of Tomorrow
- Sleepover
- Soccer Dog: European Cup
- Some Kind of Monster
- Soul Plane
- Spanglish
- Spartacus
- Spartan
- Speak
- Spider-Man 2
- The SpongeBob SquarePants Movie
- Spookley the Square Pumpkin
- Sproet 2
- Stage Beauty
- Starsky & Hutch
- Stateside
- Steamboy
- The Stepford Wives
- Steve + Sky
- Straight-Jacket
- Stratosphere Girl
- Stuck in the Suburbs
- Super Size Me
- Superbabies: Baby Geniuses 2
- Surviving Christmas
- Suspect Zero
- Suzie Gold

T
- Taegukgi (Engels: The Brotherhood of War)
- Taking Lives
- Taxi
- Teacher's Pet
- Team America: World Police
- Tempesta
- Les temps qui changent
- The Terminal
- Thunderbirds
- Thunderstruck
- Tiger Cruise
- Torque
- Touch of Pink
- Tremors 4: The Legend Begins
- Troy
- Turtles Can Fly
- Twisted
- Two Brothers
- Tying the Knot

U
- Undertow
- University Heights
- Der Untergang
- Unterwegs

V
- Vaah! Life Ho To Aisi
- Van Helsing
- Vanity Fair
- Veer-Zaara
- Vera Drake
- The Village
- Voces inocentes
- Voices of Iraq

W
- Wake of Death
- Walking Tall
- Warriors of Heaven and Earth
- Was nützt die Liebe in Gedanken
- Watermarks
- We Don't Live Here Anymore
- Welcome to Mooseport
- What the Bleep Do We Know!?
- When Will I Be Loved
- White Chicks
- The Whole Ten Yards
- Wicker Park
- Wild Side
- Wimbledon
- Win a Date with Tad Hamilton!
- With All Deliberate Speed
- Without a Paddle
- Woman Thou Art Loosed
- The Woodsman
- The Work and the Glory

X
Y
- The Year of the Yao
- You Got Served
- Yu-Gi-Oh! The Movie: Pyramid of Light

Z
- Zenon: Z3
- Zhou Yu's Train
- De zusjes Kriegel

### Lijst van Nederlandse films
- 06/05
- Amazones
- Bezet
- Bluebird
- Cool!
- De dominee
- Deining
- Drijfzand
- Ellis in Glamourland
- Erik of het klein insectenboek
- Feestje!
- Fighting Fish
- Floris
- Gay
- In Oranje
- Johan Cruijff: En un momento dado
- De Kroon
- Lomax the Songhunter
- Lulu
- Madame Jeanette
- One Night Stand
- De ordening
- Over rozen
- Pluk van de Petteflet
- Shouf Shouf Habibi!
- Simon
- Sinterklaas en het Geheim van de Robijn
- Snowfever
- Stand van de maan
- Stille Nacht
- Submission
- Verborgen gebreken
- Het Zuiden
- Zinloos

## Overleden
Alle overleden personen die actief waren in de filmwereld. In 2004 overleden onder anderen Marlon Brando (The Godfather), Tony Randall, Ronald Reagan (acteur en president van de VS) en Fay Wray.
| Datum     | Datum | Naam                    | Leeftijd | Beroep                   |
| --------- | ----- | ----------------------- | -------- | ------------------------ |
| Januari   | 2     | Etta Moten Barnett      | 102      | actrice                  |
| Januari   | 7     | Ingrid Thulin           | 77       | actrice                  |
| Januari   | 14    | Uta Hagen               | 84       | actrice                  |
| Januari   | 14    | Ron O'Neal              | 66       | acteur                   |
| Januari   | 17    | Ray Stark               | 88       | producer                 |
| Januari   | 22    | Ann Miller              | 80       | actrice en danseres      |
| Januari   | 31    | Suraiya                 | 75       | actrice en zangeres      |
| Februari  | 15    | Jan Miner               | 86       | actrice                  |
| Februari  | 23    | Vijay Anand             | 70       | director                 |
| Maart     | 2     | Mercedes McCambridge    | 85       | Oscar-winnende actrice   |
| Maart     | 3     | Cecily Adams            | 39       | actrice                  |
| Maart     | 6     | Frances Dee             | 96       | actrice                  |
| Maart     | 7     | Paul Winfield           | 63       | acteur                   |
| Maart     | 9     | Robert Pastorelli       | 49       | acteur                   |
| Maart     | 18    | Guillermo Rivas         | 72       | acteur                   |
| Maart     | 26    | Jan Sterling            | 82       | actrice                  |
| Maart     | 28    | Peter Ustinov           | 82       | acteur                   |
| April     | 1     | Carrie Snodgress        | 57       | actrice                  |
| April     | 5     | Austin Willis           | 86       | acteur                   |
| April     | 17    | Soundarya               | 32       | actrice                  |
| April     | 25    | Feridun Karakaya        | 76       | acteur                   |
| Mei       | 3     | Anthony Ainley          | 71       | acteur                   |
| Mei       | 9     | Alan King               | 76       | acteur                   |
| Mei       | 14    | Anna Lee                | 91       | actrice                  |
| Mei       | 16    | Marika Rökk             | 90       | actrice                  |
| Mei       | 17    | Tony Randall            | 84       | acteur                   |
| Mei       | 19    | Mary Dresselhuys        | 97       | actrice                  |
| Juni      | 4     | Nino Manfredi           | 83       | acteur                   |
| Juni      | 5     | Ronald Reagan           | 93       | acteur                   |
| Juni      | 6     | Necdet Mahfi Ayral      | 96       | acteur                   |
| Juni      | 6     | Robert Lees             | 91       | screenwriter             |
| Juni      | 7     | Donald Trumbull         | 95       | special effects producer |
| Juni      | 14    | Max Rosenberg           | 89       | producer                 |
| Juni      | 26    | Yash Johar              | 75       | producer                 |
| Juli      | 1     | Marlon Brando           | 80       | acteur                   |
| Juli      | 3     | John Barron             | 83       | acteur                   |
| Juli      | 6     | Eric Douglas            | 46       | acteur                   |
| Juli      | 8     | Jean Lefebvre           | 84       | acteur                   |
| Juli      | 9     | Isabel Sanford          | 86       | actrice                  |
| Juli      | 11    | Dorothy Hart            | 82       | actrice                  |
| Juli      | 17    | Pat Roach               | 67       | acteur                   |
| Juli      | 19    | Irvin "Shorty" Yeaworth | 78       | regisseur                |
| Juli      | 21    | Jerry Goldsmith         | 75       | componist                |
| Juli      | 23    | Serge Reggiani          | 82       | acteur                   |
| Juli      | 24    | Wim Verstappen          | 67       | regisseur                |
| Juli      | 28    | Sam Edwards             | 89       | acteur                   |
| Juli      | 28    | Eugene Roche            | 75       | acteur                   |
| Juli      | 30    | Andre Noble             | 25       | acteur                   |
| Juli      | 31    | Laura Betti             | 70       | actrice                  |
| Juli      | 31    | Virginia Grey           | 87       | actrice                  |
| Augustus  | 3     | Margo McLennan          | 66       | actrice                  |
| Augustus  | 8     | Dimitris Papamichael    | 70       | acteur                   |
| Augustus  | 8     | Fay Wray                | 96       | actrice                  |
| Augustus  | 9     | David Raksin            | 92       | componist                |
| Augustus  | 15    | Neal Fredericks         | 35       | cinematografist          |
| Augustus  | 18    | Elmer Bernstein         | 82       | componist                |
| Augustus  | 20    | Maria Antonieta Pons    | 82       | actrice                  |
| Augustus  | 22    | Daniel Petrie           | 83       | regisseur                |
| Augustus  | 22    | George Kirgo            | 78       | screenwriter             |
| Augustus  | 26    | Laura Branigan          | 52       | soundtrack componist     |
| Augustus  | 27    | Suzanne Kaaren          | 92       | actrice                  |
| Augustus  | 27    | William Pierson         | 78       | acteur                   |
| September | 5     | Fritha Goodey           | 31       | actrice                  |
| September | 6     | Elly Annie Schneider    | 90       | actrice                  |
| September | 8     | Frank Thomas            | 91       | animatiefilms            |
| September | 14    | Ove Sprogøe             | 84       | acteur                   |
| September | 18    | Russ Meyer              | 82       | regisseur                |
| September | 24    | Tim Choate              | 49       | acteur                   |
| September | 25    | Marvin Davis            | 79       | studio executive         |
| September | 30    | Ignatius Wolfington     | 84       | acteur                   |
| September | 30    | Gamini Fonseka          | 68       | acteur                   |
| Oktober   | 3     | Janet Leigh             | 77       | actrice                  |
| Oktober   | 5     | Rodney Dangerfield      | 82       | acteur                   |
| Oktober   | 10    | Christopher Reeve       | 52       | acteur                   |
| Oktober   | 11    | Gulshan Rai             | 80       | producer en distributeur |
| Oktober   | 17    | Julius Harris           | 81       | acteur                   |
| November  | 2     | Theo van Gogh           | 47       | regisseur                |
| November  | 26    | Philippe de Broca       | 71       | regisseur                |
| November  | 29    | John Drew Barrymore     | 72       | acteur                   |
| December  | 3     | Maria Perschy           | 66       | actrice                  |
| December  | 22    | Lucile Layton           | 101      | actrice                  |
| December  | 28    | Jerry Orbach            | 69       | acteur                   |

1870-1879 · 1880-1889 · 1890 · 1891 · 1892 · 1893 · 1894 · 1895 · 1896 · 1897 · 1898 · 1899 · 1900 · 1901 · 1902 · 1903 · 1904 · 1905 · 1906 · 1907 · 1908 · 1909 · 1910 · 1911 · 1912 · 1913 · 1914 · 1915 · 1916 · 1917 · 1918 · 1919 · 1920 · 1921 · 1922 · 1923 · 1924 · 1925 · 1926 · 1927 · 1928 · 1929 · 1930 · 1931 · 1932 · 1933 · 1934 · 1935 · 1936 · 1937 · 1938 · 1939 · 1940 · 1941 · 1942 · 1943 · 1944 · 1945 · 1946 · 1947 · 1948 · 1949 · 1950 · 1951 · 1952 · 1953 · 1954 · 1955 · 1956 · 1957 · 1958 · 1959 · 1960 · 1961 · 1962 · 1963 · 1964 · 1965 · 1966 · 1967 · 1968 · 1969 · 1970 · 1971 · 1972 · 1973 · 1974 · 1975 · 1976 · 1977 · 1978 · 1979 · 1980 · 1981 · 1982 · 1983 · 1984 · 1985 · 1986 · 1987 · 1988 · 1989 · 1990 · 1991 · 1992 · 1993 · 1994 · 1995 · 1996 · 1997 · 1998 · 1999 · 2000 · 2001 · 2002 · 2003 · 2004 · 2005 · 2006 · 2007 · 2008 · 2009 · 2010 · 2011 · 2012 · 2013 · 2014 · 2015 · 2016 · 2017 · 2018 · 2019 · 2020 · 2021 · 2022 · 2023 · 2024 · 2025